# Myrmeciites
Myrmeciites é um gênero fóssil extinto de formigas da subfamília Myrmeciinae [en], pertencente à família Formicidae. Este gênero inclui três espécies descritas e dois fósseis não classificados além do nível de gênero. Descrito em 2006 a partir de depósitos do estágio Ipresiano, as três espécies descritas e um dos fósseis não classificados são provenientes da Colúmbia Britânica, Canadá, enquanto o segundo fóssil não classificado é do estado de Washington, EUA. Essas formigas eram grandes, com os maiores espécimes coletados atingindo 3 cm de comprimento. O comportamento dessas formigas provavelmente era semelhante ao das formigas Myrmeciinae atuais, como forrageamento solitário, nidificação no solo ou em árvores e ausência de trilhas de feromônios para fontes de alimento. Devido à má preservação dos fósseis, sua posição filogenética dentro de Myrmeciinae permanece incerta, e nenhuma espécie-tipo foi designada. Essas formigas são classificadas como incertae sedis em Myrmeciinae, embora alguns autores as tenham reclassificado como incertae sedis dentro da ordem de insetos Hymenoptera. Essa reclassificação, no entanto, não foi amplamente aceita, e Myrmeciites permanece em Myrmeciinae.

## História e classificação
Os fósseis de Myrmeciites foram inicialmente estudados e descritos por Bruce Archibald, Stefan Cover e Corrie Moreau [en], do Museu de Zoologia Comparada [en], em Cambridge, Massachusetts. Eles publicaram a descrição do morfogênero (um grupo de espécies descritas formalmente, mas que não podem ser identificadas em nível de gênero) em 2006, em um artigo do jornal Annals of the Entomological Society of America [en]. O nome do gênero combina o nome da subfamília de formigas Myrmeciinae com o sufixo latim "ites", que significa "ter a natureza de", frequentemente usado na nomeação de táxons fósseis. A posição filogenética de Myrmeciites dentro de Myrmeciinae é incerta devido à preservação incompleta e de baixa qualidade dos espécimes coletados. O artigo que descreveu o gênero incluiu a descrição de três espécies: M. herculeanus, M. goliath e M. tabanifluviensis.
Archibald e colegas classificaram Myrmeciites como incertae sedis (latim para "de colocação incerta") dentro da subfamília de formigas Myrmeciinae, já que os espécimes estão mal preservados para serem atribuídos a qualquer tribo. No entanto, em um artigo de 2008, Cesare Baroni Urbani, da Universidade de Basileia, Suíça, classificou Myrmeciites como incertae sedis dentro da ordem de insetos Hymenoptera (que inclui vespas, abelhas, serras e formigas), argumentando que os caracteres críticos usados para identificar formigas Myrmeciinae, ou mesmo a família Formicidae, não podem ser confirmados em Myrmeciites. Apesar dessas observações, um relatório de 2012 do paleontomólogo russo Gennady M. Dlussky não comenta as visões de Baroni Urbani, aceitando a classificação de Archibald e colegas.

## Descrição
Archibald, Cover e Moreau criaram o gênero fóssil como uma categoria abrangente para todas as formigas fósseis que, embora pertencentes à subfamília Myrmeciinae, carecem de detalhes necessários para serem colocadas em outros gêneros descritos. Isso pode ser devido à qualidade de preservação ou ao posicionamento do indivíduo, resultando em detalhes obscurecidos. Como Myrmeciites é um gênero fóssil, ele não possui uma espécie-tipo designada, conforme o Código Internacional de Nomenclatura Zoológica.

### Myrmeciites herculeanus
Myrmeciites herculeanus foi descrito a partir de um único lado de um fóssil de compressão encontrado nos leitos fósseis de McAbee [en] do Ipresiano Médio, Grupo Kamloops, perto de Cache Creek, British Columbia [en]. O espécime incompleto, numerado UCCIPR L-18 F-974, está preservado nas coleções de paleontologia da Universidade Thompson Rivers, Kamloops, Columbia Britânica. Archibald, Cover e Moreau cunharam o epíteto específico "herculeanus" a partir do nome latim "Hércules", em referência à morfologia robusta e grande do espécime-tipo, e ao herói divino Héracles na mitologia grega, filho de Zeus e Alcmene. A espécie é distinguível de outras espécies de Myrmeciinae por seu tamanho notavelmente maior, com a formiga operária estimada em mais de 20 mm de comprimento em vida. Seu tamanho é comparável às formigas do gênero Ypresiomyrma. A forma do pecíolo, uma cintura estreita localizada entre o mesossoma e o gastro [en], é distinta de outras espécies e semelhante em estrutura ao gênero Prionomyrmex, embora a forma e o tamanho das mandíbulas sejam diferentes. No geral, M. herculeanus foi atribuído a Myrmeciinae devido ao comprimento das mandíbulas, apesar de estarem mal preservadas, e pela aparência de seu petiolo e propódeo [en]. As pernas são longas em comparação com o comprimento do corpo, e o gaster é robusto. Não se sabe se a espécie possuía ferrão, devido à preservação do espécime. O tamanho da única operária conhecida é maior que qualquer uma das rainhas estudadas; como as rainhas de Myrmeciinae são ligeiramente maiores que as outras castas em uma espécie, isso indica que M. herculeanus é provavelmente uma espécie distinta. Devido à natureza incompleta do espécime-tipo, a espécie foi colocada em Myrmeciites.

### Myrmeciites goliath
A segunda espécie descrita dos leitos fósseis de McAbee é Myrmeciites goliath, conhecida a partir de um único espécime, embora ambas as partes e contrapartes sejam conhecidas. O holótipo está armazenado nas coleções da Universidade Thompson Rivers, Kamloops, como UCCIPR L-18 F-999 e UCCIPRL-18 F-1000 para cada lado, respectivamente. O nome da espécie "goliath" foi escolhido por Archibald, Cover e Moreau em referência ao mitológico Golias, devido ao tamanho notável da formiga. O espécime holótipo é uma operária ou rainha parcial incompleta, com uma porção significativa do gaster ausente. A espécie pode ser separada de outras formigas por seu grande tamanho, com o holótipo aproximando-se de 3 cm. As únicas outras formigas do Eoceno nesse intervalo de tamanho pertencem ao gênero  Titanomyrma, anteriormente classificadas em Formicium [en]. M. goliath é distinguível de Titanomyrma pela forma e estrutura das antenas e pelo comprimento das pernas, que são notavelmente mais curtas em Titanomyrma. A cabeça é muito redonda e achatada, com olhos compostos presentes e mandíbulas pequenas, com menos da metade do comprimento da cabeça. A cabeça também é pequena em proporção ao mesossoma. As pernas são grandes e longas, e um petiolo mal preservado é conhecido. A maior parte do espécime está preservada em detalhes finos, mas alguns caracteres estão tão mal preservados que a colocação exata de M. goliath dentro de Myrmeciinae não pode ser confirmada. Apenas fósseis futuros melhor preservados poderão esclarecer a posição de M. goliath.

### Myrmeciites tabanifluviensis
Diferentemente das outras espécies descritas de Myrmeciites, M. tabanifluviensis é a única espécie que não provém dos leitos fósseis de McAbee. O holótipo, atualmente depositado nas coleções de paleontologia do Museu e Distrito de Courtenay, como 2003.2.10 CDM 034, foi recuperado do "xisto de Horsefly", parte de uma formação sem nome, aflorando perto da cidade de Horsefly, Colúmbia Britânica [en]. O espécime é incompleto, com a cabeça e porções do mesossoma e gaster ausentes. O adulto tinha um comprimento estimado em vida de mais de 1,5 cm. As porções direitas das pernas estão bem preservadas, enquanto as pernas esquerdas estão ausentes, com dois esporões de metatibia, um longo e o outro curto e estreito. Devido à natureza incompleta do espécime e à posição das porções preservadas, o gênero não é identificável, embora a presença de asas indique que é um adulto reprodutivo. O pequeno tamanho do espécime, com um comprimento de asa anterior de aproximadamente 12 mm, separa esta espécie de outros membros da Myrmeciinae da Colúmbia Britânica. A localidade-tipo da espécie, perto do rio Horsefly [en], foi a base para Archibald, Cover e Moreau escolherem o epíteto específico tabanifluviensis, combinando o nome do gênero de mutuca Tabanus [en], a palavra latim fluvius, que significa "rio", e o sufixo -ensis, que significa "origem" ou "lugar". A justificativa para colocar esta formiga em Myrmeciites é a preservação incompleta.

### Espécimes não classificadas
Dois espécimes adicionais foram colocados no gênero fóssil, mas não em uma espécie específica. O espécime 2003.2.9 CDM 03 a&b do Museu e Distrito de Courtenay é um macho parcial de 2 cm de comprimento, recuperado do sítio de Falkland, perto de Falkland, Colúmbia Britânica [en]. A natureza geralmente robusta do espécime o exclui do gênero Avitomyrmex, mas os detalhes necessários para colocação entre os gêneros Ypresiomyrma e Macabeemyrma não estão presentes. O espécime do Centro Interpretativo Stonerose [en] "SR 05-03-01" é uma possível rainha ou operária que teria um comprimento estimado de 1,5 cm em vida. Devido à preservação lateral do espécime, a maioria dos caracteres para colocar o espécime em uma das espécies definidas está obscurecida ou ausente. O espécime foi recuperado de afloramentos da formação montanhosa Klondike [en], a noroeste de Republic, Washington.

## Ecologia
Archibald e colegas sugeriram que os hábitos comportamentais das formigas Myrmeciites, como os de outros táxons extintos de Myrmeciinae, podem ter sido semelhantes aos de seus parentes atuais. As operárias provavelmente forrageavam em árvores ou vegetação para capturar presas de artrópodes ou se alimentar de néctar, nidificando no solo ou em árvores, o que as tornava insetos de nidificação arbórea. Como outras formigas Myrmeciinae, Myrmeciites provavelmente não deixava trilhas de feromônios [en] ou recrutava companheiras de ninho para fontes de alimento; essas formigas podem ter sido forrageadoras solitárias, confiando em seus olhos para caçar presas e para fins de navegação. O voo nupcial [en] do Myrmeciites tabanifluviensis provavelmente ocorreu durante o final da primavera ou verão, como em parentes atuais.

### Texto citado
- Archibald, S.B.; Cover, S. P.; Moreau, C. S. (2006). «Formigas-bulldog do Eoceno das Terras Altas de Okanagan e História da Subfamília (Hymenoptera: Formicidae: Myrmeciinae)» (PDF). Annals of the Entomological Society of America. 99 (3): 487–523. doi:10.1603/0013-8746(2006)99[487:BAOTEO]2.0.CO;2